# John Cowell
John J. Cowell (Limerick, 1889 – Ypres, 30 luglio 1918) è stato un militare e aviatore britannico, asso dell'aviazione durante la prima guerra mondiale, dove conseguì 16 vittorie aeree, 15 come mitragliere sui velivoli biposto e una come pilota.

## Biografia
Nacque in Carey's Road a Limerick, Irlanda, nel 1889, primo dei dieci figli di Michael e Kate Cowell. Non prestò servizio militare nei reggimenti irlandesi, ma entrò in servizio nel British Army, assegnato alla 12ª Compagnia genio campale dei Royal Engineers di base a Moore Park, Fermoy. Allo scoppio della prima guerra mondiale la compagnia era assegnata alla 16ª Brigata della 6ª Divisione. Dopo aver sfilato per le strade di Billynahoun, il suo reparto partì da Fermoy per Queenstown, ed imbarcatasi sulla nave SS Maidan arrivò a Liverpool il 19 agosto per raggiungere la 6ª Divisione a Cambridge. L'8 settembre il suo reparto partì da Southampton per la Francia a bordo della SS Oxonion, sbarcando a Saint Nazaire due giorni dopo. Dall'inverno del 1914, e per tutto il 1915 e 1916 prese parte alle operazioni della propria compagnia, distinguendosi in azione. Fu promosso caporale ad interim, e il 27 ottobre 1916 fu insignito della Military Medal. Mandato in licenza, il 20 dicembre si sposò a Limerick. Chiese, ed ottenne, il trasferimento al Royal Flying Corps, assegnato come meccanico al No.20 Squadron RFC il 26 marzo 1917. Entrò in azione come mitragliere a bordo degli aerei durante l'Aprile di Sangue, volando sui FE.2d pilotati dagli assi come Richard Trevethan, Cecil Roy Richards, Reginald Condon e Oliver Henry Vickers.  Il 1 maggio 1917 sopravvisse ad un atterraggio di emergenza a causa di un guasto al propulsore, mentre volava a bordo di un FE.2d (A 6359) pilotato dal sottotenente Reginald E. Condor.
Il 5 dello stesso mese ottenne la sua prima vittoria aerea mentre volava sul FE.2d (A 6339) pilotato dal sottotenente Reginald Conder. Quel giorno abbatté un caccia Albatros D.III su Poelkapelle. Tra il 5 maggio e il 28 luglio 1917 ottenne quindici vittorie, distruggendo un aereo da ricognizione  biposto, sette caccia Albatros D.III e otto caccia Albatros D.V. Fu promosso sergente, e gli fu assegnata la Distinguished Conduct Medal, la cui motivazione fu pubblicata sulla London Gazette il 17 luglio 1917. Quel giorno aveva abbattuto due caccia D.V, uno su Polygon Wood e uno su 28Q 28, di cui uno precipitò in fiamme. Nell'agosto 1917 iniziò l'addestramento come pilota, mentre il No.20 Squadron RFC si stava riequipaggiando con i caccia biposto FE.2b, e nel mese di settembre aggiunse la Bar alla sua Military Medal. Frequentò i corsi di pilotaggio presso i No.31 e No.35 Training Squadron nel dicembre 1917. Con la costituzione della Royal Air Force nel maggio 1918 ritornò al grado di sergente meccanico, e frequentò la scuola di tiro aereo e, nel mese di giugno, quella di radiotelegrafista. Dopo aver completato l'addestramento come pilota ritornò al No.20 Squadron RAF nell'estate 1918. Il 29 luglio 1918, mentre volava su un Bristol F.2b, abbatté un Fokker D.VII a nord-ovest di Wervicq, la sua ultima e unica vittoria aerea come pilota. Fu ucciso in azione il giorno successivo, abbattuto dall'asso Friedrich Ritter von Röth, comandante della Jagdstaffel 16. Il FE.2b, con a bordo Cowell e il corporal Charles William Hill, precipitò in fiamme da un'altezza di 10.000 piedi disintegrandosi al suolo. Il suo corpo e sepolto nel cimitero di Longuenesse Souvenir Cemetery, Saint-Omer, in Francia.

### Fonti
1. 1 2 3 4  The Aerodrome.
2. 1 2  Shores, Bailey, Guest 1990, p. 122.
3. ↑  Gleeson 2017, p. 48.
4. 1 2 3 4 5 6  Gleeson 2017, p. 49.
5. ↑  (EN) The London Gazette (PDF), n. 29805, 27 October 1916.
6. 1 2 3 4  Gleeson 2017, p. 50.
7. 1 2 3  Shores, Bailey, Guest 1990, p. 123.
8. ↑  Franks, Guest, Alegy 1997, pp. 10-11.
9. ↑  (EN) The London Gazette (PDF), n. 30188, 17 July 1917.
10. ↑  (EN) The London Gazette (PDF), n. 30287, 14 September 1917.
11. 1 2 3 4  Gleeson 2017, p. 51.
12. ↑  Guttman, Dempsey 2009, p. 80.
13. ↑   Casualty Details: Cowell, J. J., su cwgc.org, Commonwealth War Graves Commission, 2016. URL consultato il 10 maggio 2016.